# Cratere Debegey
Debegey è un cratere sulla superficie di Callisto.